# Obertiefenbach (Taunus)
Obertiefenbach település Németországban, Rajna-vidék-Pfalz tartományban. Lakosainak száma 375 fő (2023. december 31.).

## Népesség
A település népességének változása:
| Lakosok száma | 297  | 374  | 396  | 385  | 383  | 377  | 375  |
|               | 1975 | 2014 | 2017 | 2019 | 2021 | 2022 | 2023 |